# Муханга
Муханга (фр. Muhanga) до 2006. године познат као Гитарама (фр. Gitarama), град је у Руанди у којем је према попису из 2002. године живјело 84.669 становника. Иако је то град у Јужној провинцији, он је смештен у централном делу земље, западно од главног града Кигалија. Он је главни град округа Муханга.